# Sudół (powiat jędrzejowski)
Sudół – wieś w Polsce położona w województwie świętokrzyskim, w powiecie jędrzejowskim, w gminie Jędrzejów.
Wieś duchowna Sudoł, własność opactwa cystersów jędrzejowskich położona była w drugiej połowie XVI wieku w powiecie ksiąskim województwa krakowskiego. W latach 1975–1998 miejscowość należała administracyjnie do województwa kieleckiego.
W Sudole znajduje się źródło rzeki Brzeźnica.
Funkcjonują tu m.in. piekarnia „Sudolanka” wraz z cukiernią, młyn, sklep ogólno-spożywczy, Okręgowa Stacja Kontroli Pojazdów, remiza OSP oraz świetlica wiejska.
7 sierpnia 2012 roku o godzinie 1:40 w nocy miejscowość nawiedziła trąba powietrzna. Nawałnica, która przeszła nad Sudołem, odłączyła miejscowość od prądu na kilka dni i spustoszyła kilkadziesiąt domów oraz gospodarstw na wsi.

## Części wsi
| SIMC    | Nazwa      | Rodzaj    |
| ------- | ---------- | --------- |
| 0240900 | Brzeźnica  | kolonia   |
| 0240891 | Stara Wieś | część wsi |

## Sport
W Sudole znajduje się notowana w ogólnoświatowym spisie skocznia narciarska "Winterglin". Skocznia w Sudole powstała w 2003 roku i jako jedyna z tego typu amatorskich obiektów powstałych w czasie małyszomanii zbudowana jest z około 30 opon samochodowych.

## Osoby związane z miejscowością
16 października 1882 roku w Sudole urodził się Andrzej Waleron – poseł na Sejm.